# Te quiero más
«Te quiero más» es una canción y sencillo de la cantautora argentina Tini Stoessel, en colaboración con el cantante venezolano de reguetón Nacho. Publicada bajo el sello discográfico Hollywood Records, el 12 de octubre de 2017.
Es la canción más exitosa de la cantante solista, junto con «Consejo de amor». La canción fue certificada como disco de platino en Argentina.

## Video musical
El video musical fue publicado el 12 de octubre de 2017 en YouTube y cuenta con más de 183 millones de visitas, siendo el segundo video musical más visto del álbum. Además de ser el primer vídeo de una artista femenina argentina en superar los 100 millones en YouTube.
En el vídeo musical se puede ver a Tini y a Nacho en una casa de playa con luces de neon dónde hay relámpagos. Tini también se la puede ver con diferentes estilos y junto a varias bailarinas.

## Producción
La canción fue producida por Mauricio Rengifo y Andrés Torres, quienes también produjeron el éxito mundial «Despacito», del cantante puertorriqueño Luis Fonsi en colaboración con Daddy Yankee.